# 아르게아스 왕조
아르게아스 왕조(고대 그리스어: Ἀργεάδαι, 라틴어: Argeadai)는 마케도니아 왕국의 첫번째 왕조이다. 기원전 808년부터 기원전 310년까지 마케도니아 왕국을 통치했다.

## 개요
‘아르게아드’(Argead)와 ‘아르기베’(Argive)라는 단어는 그리스어 아르게이오스(고대 그리스어: Ἀργεῖος, 라틴어: Argeios) 또는 아르고스에서 라틴어 아르기보스(라틴어: Argīvus)를 경유하여, 호메로스에서 최초로 등장하며, 그리스인들을 집합 명칭을 나타내는 아르기베 다나안스(고대 그리스어: Ἀργείων Δαναῶν, 라틴어: Argive Danaans)로 사용되었다.

고대 그리스의 신화적인 설명에 따르면, 아르게아스 왕조의 기원은 그리스의 아르고스로 거슬러 올라간다. 이에 따르면 아르게아스라는 이름은 펠로폰네소스에 있는 아르고스의 테메노스 가문에 이어지는 가계임을 주장했다. 초대 조상은 전설상의 헤라클레스의 손자의 손자인 테메노스이다. 아이가이에서 왕궁을 발굴한 마노리스 안드로니코스는 돔 모양의 방(이것을 알현실이라고 하는 학자도 있다)에서 이 전승과 관련된 비문을 발견했다. 이것은 헤로도투스의 《역사》의 설명과 일치했다.
헤로도토스에 따르면, 테메노스의 일족인 가우아네스, 아에로포스, 페르디카스 삼형제는 아르고스에서 일리리아로, 그리고 상부 마케도니아로 레바이아라는 마을로 도망을 가서 그곳에서 왕을 섬겼다. 왕은 페르디카스에게 뭔가 대단한 일이 일어날 것이라는 징조를 믿고 그들에게 왕의 영지에서 떠나도록 요구했다. 삼형제는 마케도니아의 다른 지역으로 길을 떠나 베르미오 산기슭의 미다스의 동산 근처에 옮겨갔다. 그들은 그곳을 거점으로 삼고 점차 왕국을 형성했다. 또한 헤로도투스는 그리스에서 이민족 취급을 받던 마케도니아 왕 알렉산드로스 1세가 기원전 504년 또는 500년에 개최된 고대 올림픽에 참여하였는데, 그리스인이 아니라고 이유로 관계자로부터 이의를 제기받았던 사건에 대해 말하고 있다. 헬라노디카이는 알렉산드로스 1세가 아르고스 출신이라는 주장을 조사한 후, 마케도니아인이 사실상 그리스인임을 인정하고 그의 참여를 인정했다.
투키디데스의 《펠로폰네소스 전쟁사》에 따르면, 아르게아스 가문은 원래는 아르고스 출신의 테메노스이며, 고원에서 하부 마케도니아로 내려왔고, 피에리아에서 피에리아 인들을 쫓아내고 아크시오스강을 따라 펠라와 바다로 도달하는 길쭉한 토지인 파이오니아를 손에 넣었다. 그들은 또한 에도니 족, 에오르디아 인들과 알모피아 인들을 내쫓고 미그도니아를 영지로 추가하였다고 전한다.
처음에는 아르게아스 족의 통치자였지만, 필리포스 2세의 시대에는 그 지배를 더욱 확대하였고, 상부 마케도니아의 모든 나라를 마케도니아의 지배 하에 편입시켰다.
아르게아스 왕조의 가장 유명한 인물은 필리포스 2세와 알렉산더 3세 (대왕)이며, 그들의 지도 하에 마케도니아 왕국은 모든 그리스에 대한 우월적 지위를 확보하고 아케메네스 왕조를 전복하고 이집트와 인도까지 확대했다. 그러나 대왕의 사후 왕위 계승자로 남겨진 것은 지적장애를 가진 필리포스 3세와 영아 알렉산드로스 4세이며, 그들은 이름뿐인 왕이었다. 따라서 후속 장군(디아도코이)과 남겨진 왕족들은 서로 세력 다툼을 시작하고 그 과정에서 후속 장군 혼자 대왕의 이복자매 테살로니케와 결혼한 카산드로스에 의한 찬탈을 받아 아르게아스 왕조는 단절되었다.

## 군주
- 카라노스 (기원전 808년- 기원전 778년)
- 코이노스 (기원전 778년- 기원전 750년)
- 티림마스 (기원전 750년- 기원전 700년)
- 페르디카스 (기원전 700년- 기원전 678년)
- 아르가이오스 1세 (기원전 678년- 기원전 640년)
- 필리포스 1세 (기원전 640년- 기원전 602년)
- 아에로포스 1세 (기원전 602년- 기원전 576년)
- 알케타스 1세 (기원전 576년- 기원전 547년)
- 아민타스 1세 (기원전 547년- 기원전 498년)
- 알렉산드로스 1세 (기원전 498년- 기원전 454년)
- 알케타스 2세 (기원전 454년- 기원전 448년)
- 페르디카스 2세 (기원전 448년- 기원전 413년)
- 아르켈라오스 1세 (기원전 413년- 기원전 399년)
- 오레스테스와 아에로포스 2세 (기원전 399년- 기원전 396년)
- 아르켈라오스 2세 (기원전 396년- 기원전 393년)
- 아민타스 2세 (기원전 393년)
- 파우사니아스 (기원전 393년)
- 아민타스 3세 (기원전 393년)
- 아르가이오스 2세 (기원전 393년- 기원전 392년)
- 아민타스 3세 (복위) (기원전 392년- 기원전 370년)
- 알렉산드로스 2세 (기원전 370년- 기원전 368년)
- 알로로스의 프톨레마이오스 (섭정) (기원전 368년- 기원전 365년)
- 페르디카스 3세 (기원전 365년- 기원전 359년)
- 아민타스 4세 (기원전 359년- 기원전 356년)
- 필리포스 2세 (기원전 359년- 기원전 336년)
- 알렉산드로스 3세 (대왕) (기원전 336년- 기원전 323년)
- 안티파트로스 (마케도니아 섭정) (기원전 334년- 기원전 323년)
- 필리포스 3세 아리다이오스 (기원전 323년- 기원전 317년) 직함 왕
- 알렉산드로스 4세 (기원전 323년- 기원전 310년) 직함 왕
- 페르디카스 (마케도니아 섭정) (기원전 323년- 기원전 321년)
- 안티파트로스 (마케도니아 섭정) (기원전 321년- 기원전 319년)
- 폴리페르콘 (마케도니아 섭정) (기원전 319년- 기원전 317년)
- 카산드로스 (마케도니아 섭정) (기원전 317년- 기원전 306년)